# سيرهي بريتولا
سيرهي دميتروفيتش بريتولا (بالأوكرانية: Сергій Дмитрович Притула)‏؛ (22 يونيو 1981 - زباراج، ترنوبل أوبلاست) هو ممثل ومقدم تلفزيوني وسياسي أوكراني، اكتسب شعبيته منذ الغزو الروسي لأوكرانيا وركز على جمع الأموال لاحتياجات القوات المسلحة لأوكرانيا.
من عام 2019 إلى عام 2021 أنضم الى حزب هولوس لخوض الانتخابات الرئاسية في عام 2019، وشارك فيها لكن نتائج الانتخابات سمحت لـ 17 عضوًا فقط من الحزب أن يصبحوا نوابًا، بينما كان سيرهي في المرتبة الثلاثين. ثم شغل بعد ذلك منصب عمدة كييف في عام 2020. وهو احد أعضاء المجلس السياسي للحزب من أبريل 2020 حتى فبراير 2021.

## روابط خارجية
- سيرهي بريتولا على موقع IMDb (الإنجليزية)
- سيرهي بريتولا على موقع قاعدة بيانات الفيلم (الإنجليزية)